# Monte del Lago
Monte del Lago ist ein Ortsteil (Fraktion, italienisch frazione) von Magione in der Provinz Perugia, Region Umbrien in Italien.

## Geografie
Der Ort liegt 3 km westlich des Hauptortes Magione und 18 km westlich der Provinz- und Regionalhauptstadt Perugia am Lago Trasimeno. Der Ort liegt bei 295 m s.l.m. und hatte 2001 167 Einwohner. 3 km nordöstlich liegt Torricella, 2,5 km nordöstlich liegt Montecolognola und 3 km südlich liegt San Feliciano, allesamt Fraktionen von Magione.

## Geschichte
Der Ort entstand in seiner heutigen Form im 14. Jahrhundert, als die Regierung von Perugia die Wehranlagen am Trasimenischen See ausbauten. Der Beschluss vom 5. September 1312 sah hierbei auch den Bau der Befestigungsanlagen von Mons Fontegianus, dem heutigen Monte del Lago, vor. Ab 1556 hatte hier das Governo del Lago seinen Sitz.

## Sehenswürdigkeiten

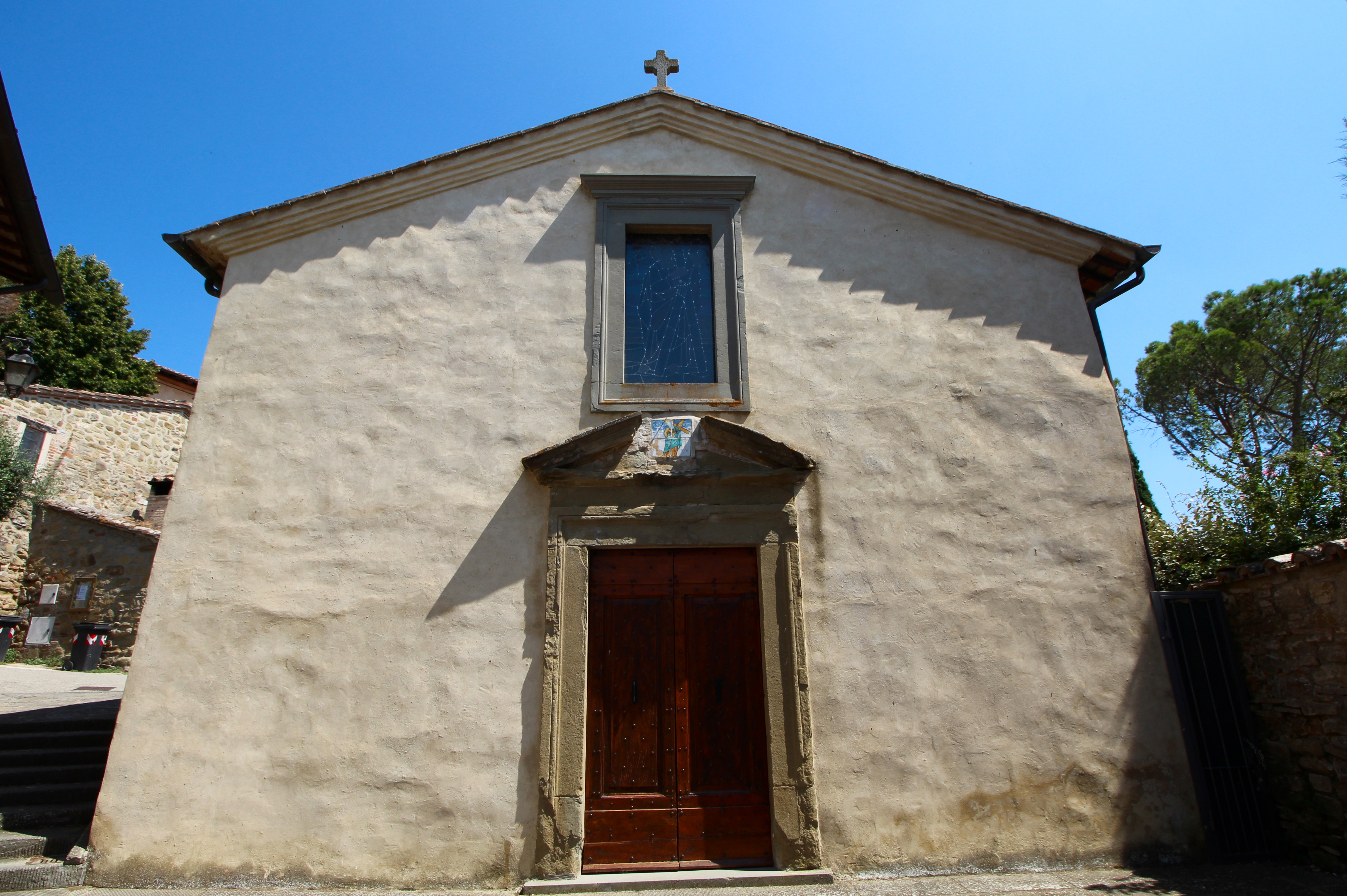
Die Kirche Sant’Andrea

- Sant’Andrea Apostolo, Kirche im Ortskern, die erstmals 1404 als S. Andrea de castro Montis Fontisciani erwähnt wurde.[4]
- Befestigungsmauern aus dem 14. Jahrhundert.[1]
  - Rocca, Befestigungsanlage am höchsten Punkt des Ortes und zudem Ortseingang vom Festland.
  - Porta Trasimeno (auch Porta Trasimena), Tor der Befestigungsmauern als Zugang zum Trasimenischen See.
- Villa Palombaro (auch Villa Schnabl), am Ende des 19. Jahrhunderts durch Guido Pompilj restaurierte Villa.[1]
- Madonna dei Disciplinati, Kirche kurz außerhalb der Befestigungsmauern, die im 15. Jahrhundert entstand.[5]
- Castello di Zocco, Burgruine unterhalb und südlich des Ortes. Das Kastell liegt bei 260 m s.l.m. und entstand 1274 neben einem Konvent der Franziskaner. Die Kirche innerhalb der Burg war zunächst der Heiligen Maria, später dann dem San Macario gewidmet. Der Niedergang der Burg begann im 16. Jahrhundert, später wurden viele Steine der Gebäude für andere Bauten entwendet, so dass heute nur noch eine Ruine zu sehen ist.[6]

Bilder von Monte del Lago
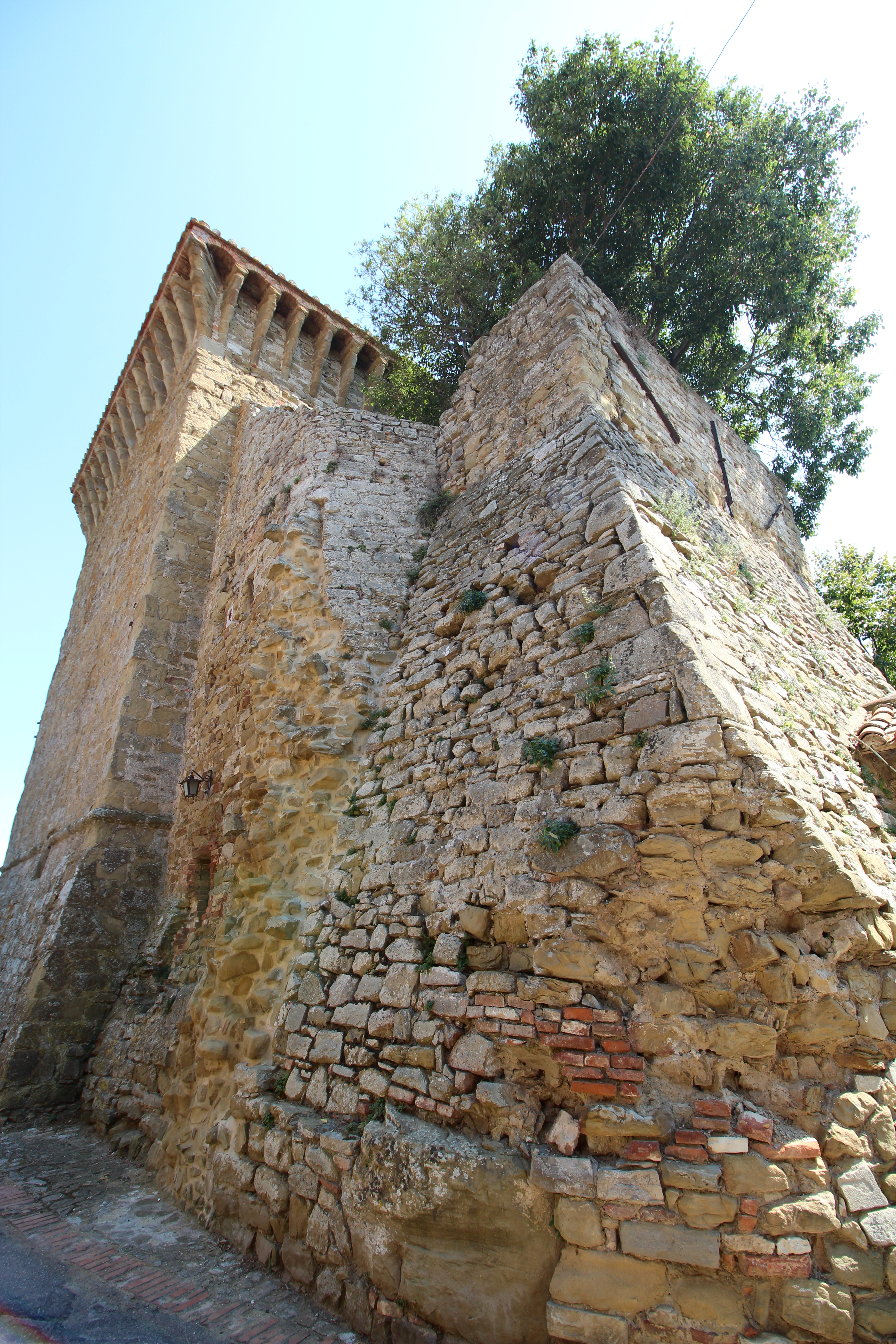
Die Rocca
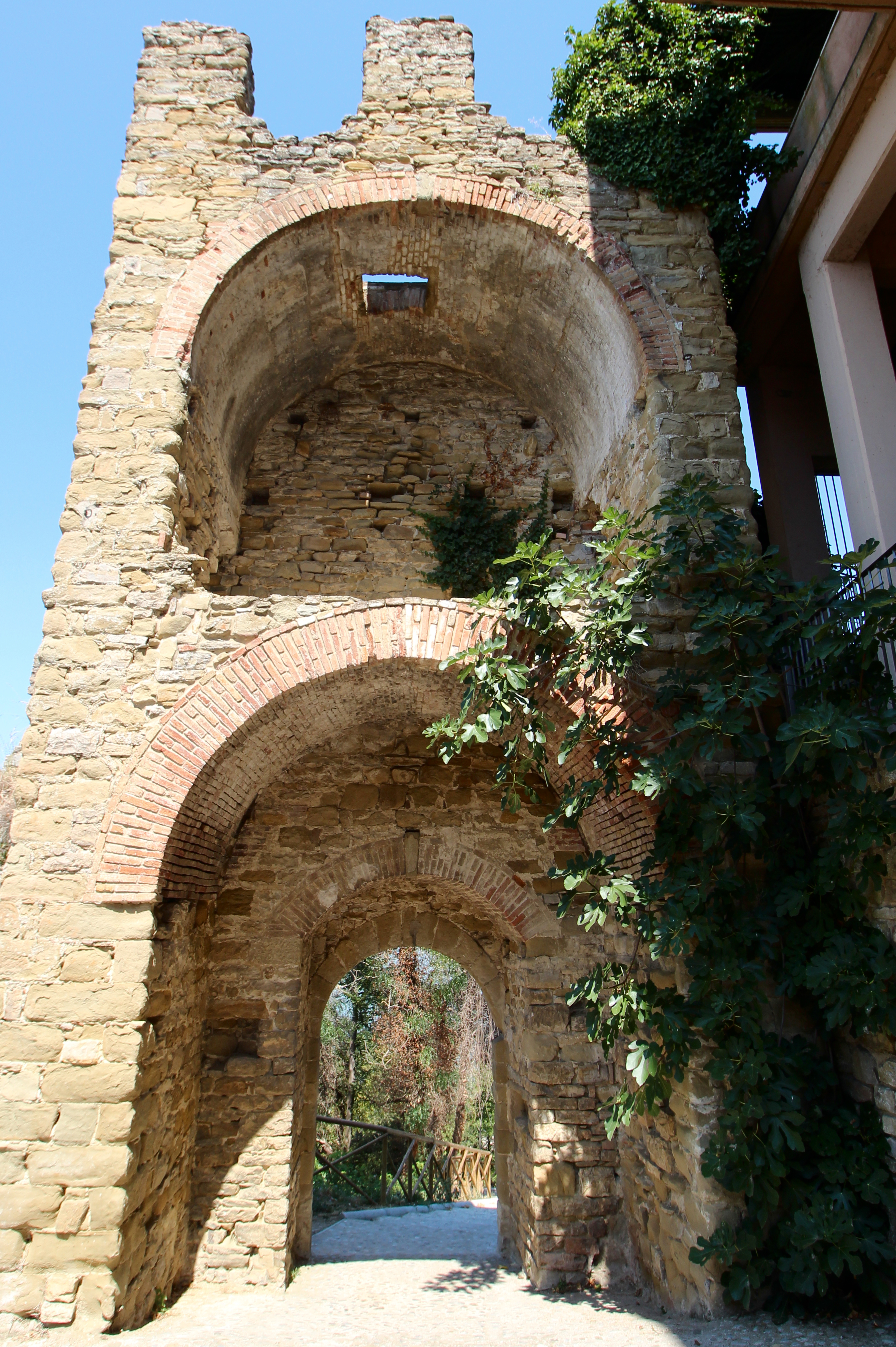
Das Tor Porta Trasimeno
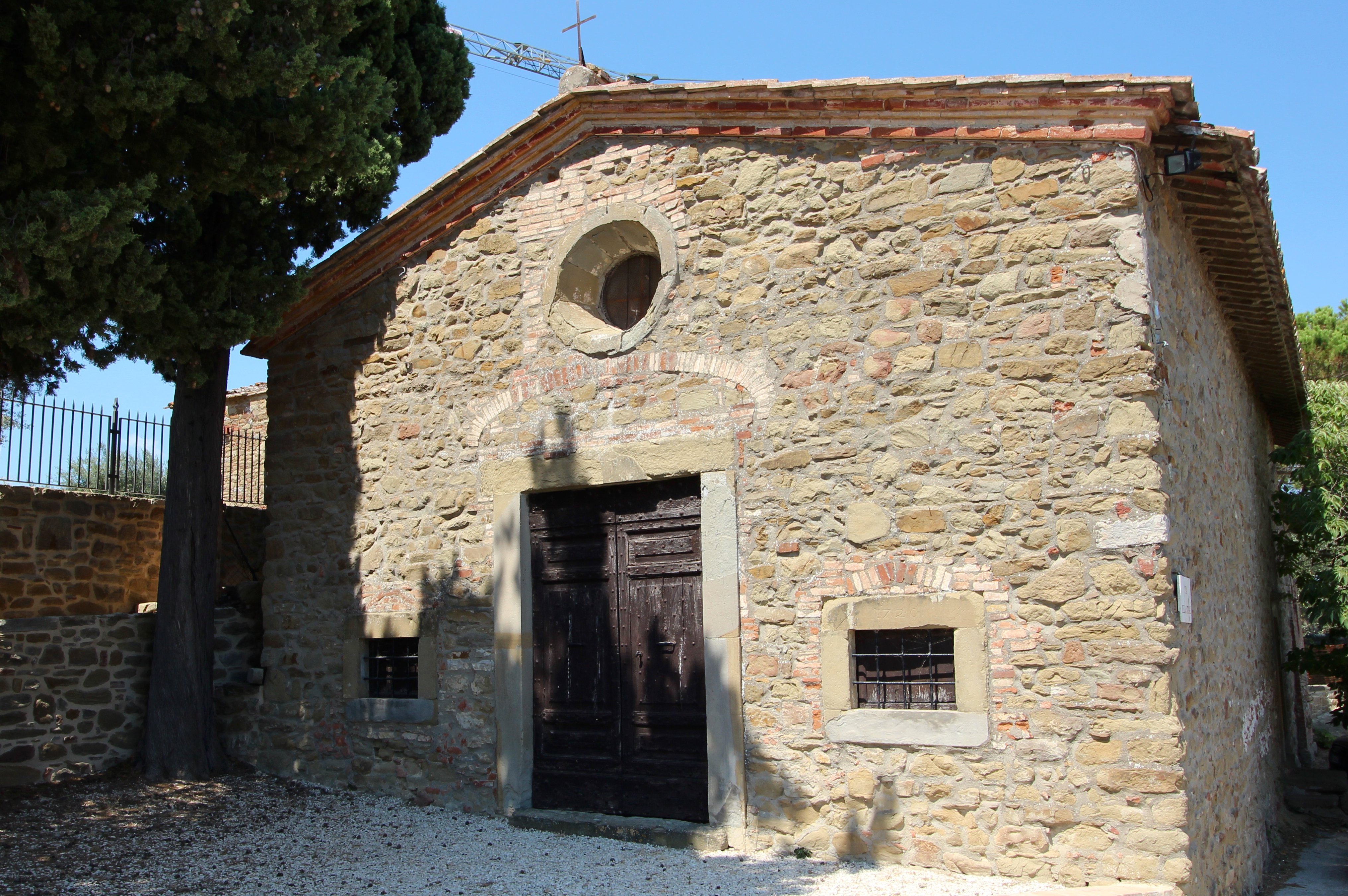
Die Kirche Madonna dei Disciplinati
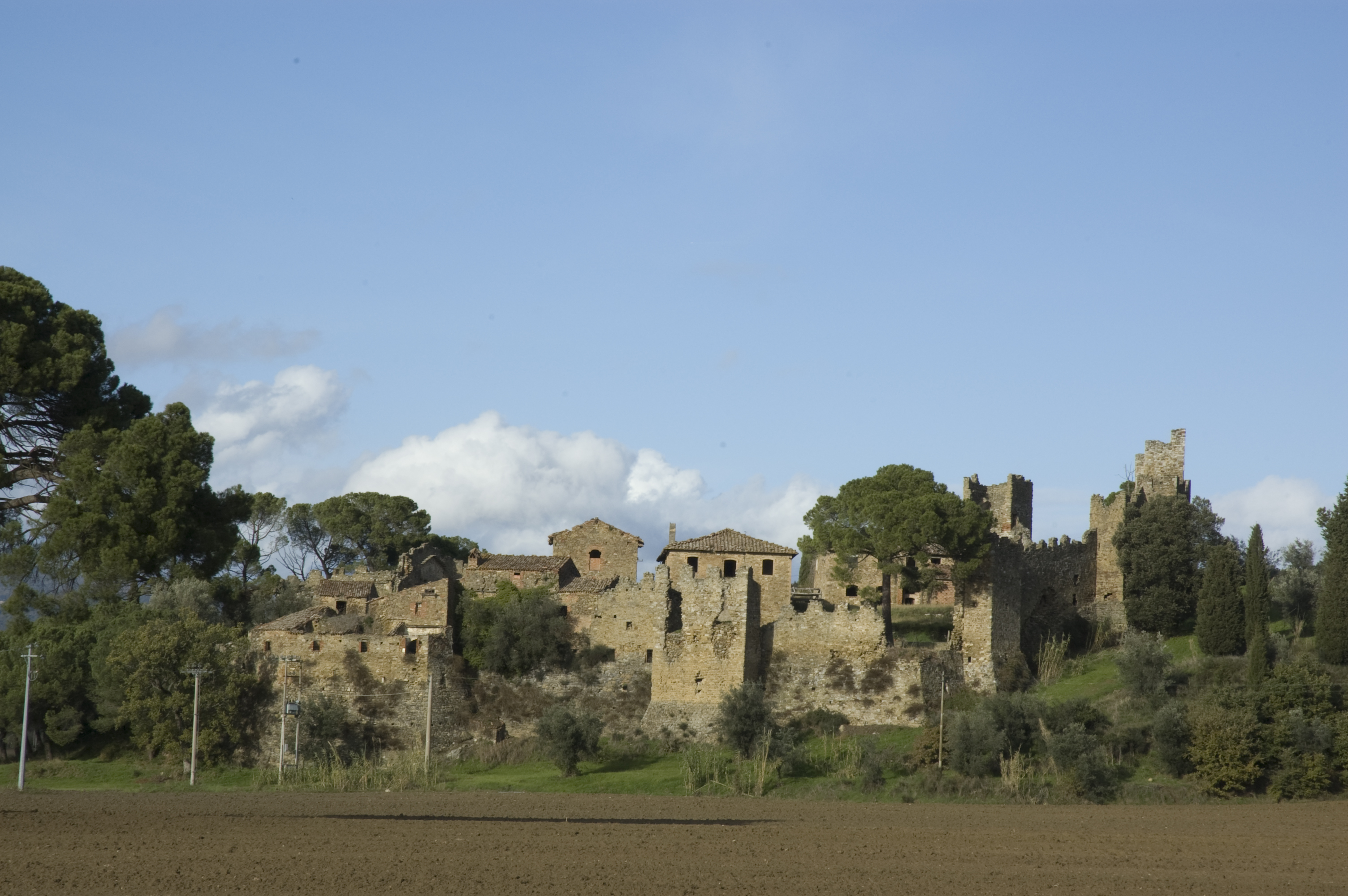
Das Castello di Zocco

## Verkehr
- Die nächstgelegene Anschlussstelle an den Fernverkehr liegt in Torricella, ca. 3 km nordöstlich. Hier besteht ein Anschluss an den Raccordo autostradale 6.
- Der nächstgelegene Bahnhof liegt ebenfalls in Torricella. Er liegt an der Bahnstrecke Terontola-Foligno.